# HD1 (galaxia)
HD1 es una galaxia ubicada en la constelación de Sextans, tiene un alto corrimiento al rojo, y, que se considera desde de abril de 2022, como la galaxia conocida más antigua y más distante identificada hasta ahora dentro del universo observable, visto que se formó solo unos 330 millones de años después del Big Bang, es decir, hace 13.800 millones de años, se encuentra a una distancia de 13.500 millones de años luz desde la Tierra y, debido a la expansión métrica del universo, una distancia comóvil de 33.400 millones de años luz.
Según los últimos estudios espectroscópicos (2025), HD1 es una galaxia pasiva con corrimiento al rojo z = 4.0.
El estudio precisa que el espectro muestra la ruptura de Balmer (ver líneas de Balmer) alrededor de 1–2 μm, indicando que esta galaxia es una intrusa (en inglés "low-redshift interpoler") de bajo corrimiento al rojo.

## Descubrimiento
El descubrimiento de esta supuesta galaxia (RA :10:01:51.31 DEC :+02:32:50.0)  se encontró en la constelación de Sextans, junto con otra galaxia de alto corrimiento al rojo, HD2 ( AR : 02:18:52.44 DEC :-05:08:36.1) en la constelación de Cetus, fue informado por astrónomos de la Universidad de Tokio el 7 de abril de 2022. Estas dos galaxias fueron encontradas en dos regiones del cielo inspeccionados por el Cosmic Evolution Survey y por el Telescopio Subaru en el Subaru/XMM-Newton Deep Survey Field, respectivamente. 

## Propiedades físicas
HD1 es la galaxia conocida más antigua y distante que se ha identificado hasta ahora dentro del universo observable, con un corrimiento al rojo espectroscópico de z = 13.27, lo que significa que la luz de la galaxia viajó durante 13.500 millones de años en su camino hacia la Tierra, lo que se debió a la expansión de la universo. Se determinó que la posición observada de HD1 fue de unos 330 millones de años después del Big Bang . Se determinó que otra galaxia similar de alto corrimiento al rojo, HD2, estaba casi tan lejos como HD1.
El brillo inusualmente alto de esta galaxia ha sido una pregunta que ha surgido para sus descubridores; tiene una emisión ultravioleta significativamente más luminosa que galaxias similares en su rango de corrimiento al rojo. Se han propuesto posibles explicaciones, una de las cuales es que se trata de una galaxia Lyman-break activa, o una galaxia con brote estelar bastante extrema que produce estrellas a un ritmo mucho más alto que cualquiera observado anteriormente. También se considera que puede tener una cantidad significativa de estrellas de población III que son mucho más masivas y luminosas que las estrellas actuales. Otro escenario es que puede ser un cuásar que albergue un agujero negro supermasivo; tal escenario impondría restricciones a los modelos de crecimiento de agujeros negros en una etapa tan temprana del universo. Una resolución de estas incógnitas y sobre la verdadera naturaleza de la galaxia probablemente esperaría la confirmación del Telescopio espacial James Webb.
La anterior galaxia más lejana conocida, GN-z11, descubierta en 2015, tenía un corrimiento al rojo de 11, lo que sugiere que la posición observada de la galaxia es de unos 420 millones de años después del Big Bang.

## Consideraciones futuras
Según los descubridores de HD1 y HD2, "si se confirma espectroscópicamente ambas fuentes representarían un trabajo notable para el estudio del Universo, sobre todo en corrimientos al rojo previamente inaccesibles". Los investigadores esperan una aclaración aún mayor de los objetos astronómicos, incluida una mejor identificación de los objetos como galaxias o, posiblemente, como cuásares o agujeros negros, cuando sean examinados cuidadosamente por próximos telescopios, como son el Telescopio Espacial James Webb y el Telescopio espacial Nancy Grace Roman.   La galaxia HD1, vista con examen minucioso, también podría revelar las primeras estrellas visibles de poblaciones estelares, debido a su edad muy temprana. Además, los investigadores afirman que el uso de los próximos telescopios espaciales podría ayudar a descubrir más de 10.000 galaxias en esa misma época temprana del Universo.

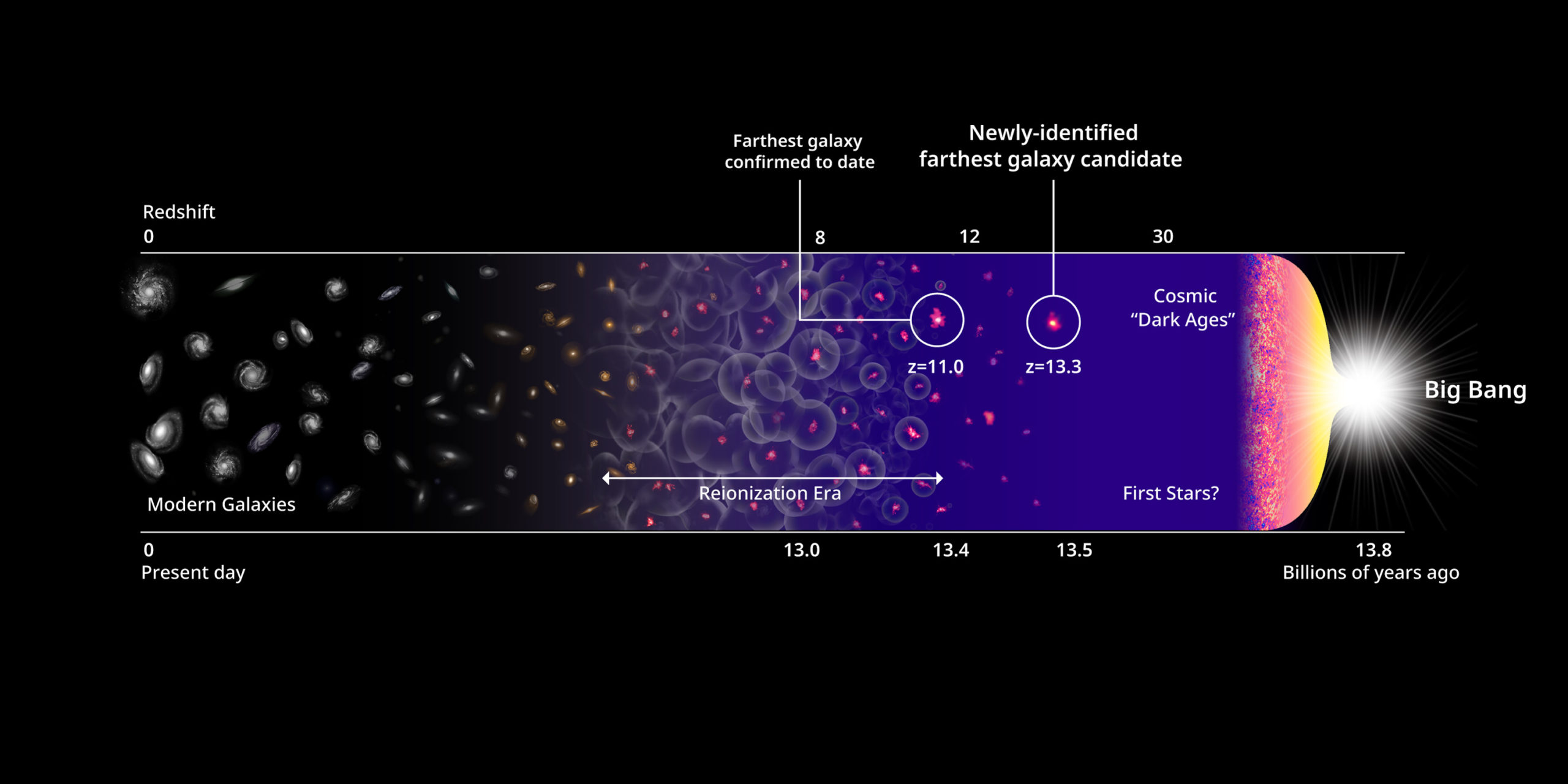
Los primeros candidatos a galaxias más lejanas, junto con la historia del Universo (7 de abril de 2022)